# Miliario aureo
Il Miliario  aureo (Miliarium aureum o "pietra miliare aurea") era una colonna marmorea rivestita di bronzo dorato innalzato presso il tempio di Saturno, all'estremità del Foro Romano. Venne eretta da Augusto nel 20 a.C., quando divenne curator viarum Era collocato simmetricamente all'Umbilicus urbis rispetto all'arco dei Rostra.

## Descrizione

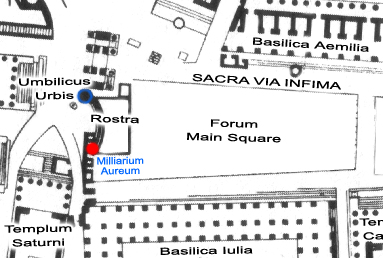
Posizione del Miliarium aureum

Al monumento sono stati attribuiti un rocchio di fusto di colonna in marmo del diametro di 1,15 m che recava incassi interpretati come le tracce dell'apposizione di un rivestimento metallico e un basamento in muratura, situato all'estremità dei Rostra verso il tempio di Saturno, identificato all'inizio dell'Ottocento. 
Al rivestimento di questo basamento, sopra il quale sarebbe sorta la colonna, furono attribuiti alcuni frammenti marmorei (un fregio con anthemion e uno zoccolo), visibili nella fotografia a fianco.

Vi erano incisi i nomi e le distanze delle più importanti città dell'impero, anche se la sua funzione era prettamente  celebrativa della carica di curator viarum da parte di Augusto; Si trattava però di una convergenza ideale delle strade consolari, la cui misura era calcolata a partire dalle porte delle mura serviane. .